# Adelaide de Paris
Adelaide de Paris, também conhecida como Adelaide de Friul (em francês: Adélaïde ou Aélis; Paris, c. 855/860 – Laon, 18 de novembro de 901) foi a segunda esposa do rei Luís II de França.

## Biografia
Adelaide era a filha do conde palatino, Adelardo de Paris. Seu bisavô era Begão de Paris, casado com Alpaida, filha ilegítima de Luís I, o Piedoso, rei dos Francos. 
Ela se tornou a noiva de Luís II de França, filho de Carlos II de França, que tinha se casado secretamente com Ansgarda da Borgonha, com quem teve dois filhos, os futuros reis Luís III de França e Carlomano II de França. Carlos II procurou a anulação do casamento com o Papa João VIII, a qual foi concedida. Assim, Luís e Adelaide se casaram em fevereiro de 875.
Contudo, a união foi contestada em razão dos laços de parentesco entre o casal. Por isso, no dia da coroação de seu marido que se tornou rei no ano anterior, em 7 de setembro de 878, o Papa coroou somente o rei, tendo se recusado a coroar Adelaide.
Quando o rei morreu em Compiègne em 10 de abril de 879, a rainha estava grávida, tendo dado a luz à Carlos, o Simples em 17 de setembro de 879. Com o nascimento de um novo herdeiro ao trono, houve o início de uma disputa entre Adelaide e a primeira esposa do rei, Ansgarda. Juntamente com seus filhos Luís e Carlomano, Ansgarda acusou-a de adultério. Como contra ataque, Adelaide questionou os direitos dos filhos de Ansgarda de herdar o trono. Como consequência, a rainha ganhou o caso.
Porém, Luís III de França e Carlomano II de França reinaram até suas mortes em 882 e 884, sem deixar herdeiros, enquanto a coroa era disputada por Odo I de Paris e Carlos, o Gordo.
Finalmente em 898, seu filho Carlos se tornou rei dos Francos, sua mãe estando presente na coroação.

Adelaide morreu em Laon em 10 de novembro de 901 e foi enterrada na Abadia de Saint-Corneille, em Compiègne.